# De knepiga katternas bok
De knepiga katternas bok (Old Possum's Book of Practical Cats) är en humoristisk samling dikter på engelska från 1939 som behandlar olika katters personligheter, levnadsöden och vänskapskretsar skriven av författaren, diktaren och litteraturkritikern T.S. Eliot. Dikterna samlades och publicerades på engelska första gången 1939, och återigen året därpå, denna gång med illustrationer av Nicolas Bentley. Den har senare också givits ut med nya illustrationer av Edward Gorey (1982) och Axel Scheffler (2009). Boken har översatts till svenska av Britt G. Hallqvist, första utgåva 1949.
Författarens pseudonym "Old Possum" kan härledas till korrespondens mellan Eliot och hans gudbarn, till vilka han i en serie brev under 1930-talet hade inkluderat dikterna.
Boken ligger till grund för musikalen Cats.